# Међународни биро за изложбе
Међународни биро за изложбе (фр. Bureau International des Expositions) је међувладина организација створена да надгледа светске изложбе.